# Luna nuova (film 1919)
Luna nuova (The New Moon) è un film muto del 1919 diretto da Chester Withey. Il regista firma anche la sceneggiatura basata su un soggetto di H.H. Van Loan.

## Trama

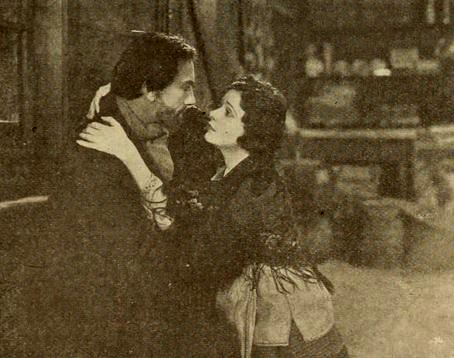
Pedro de Cordoba e Norma Talmadge

Un attentato anarchico interrompe il gran ballo della principessa Marie Pavlovna che riesce a fuggire con l'aiuto del fidanzato, il principe Michail Koloyar. Il nuovo dittatore, Theo Kameneff, emana un editto dove tutte le donne tra i 17 e i 32 anni devono registrarsi, diventando proprietà dello stato. Marie, indignata, si traveste per mettersi alla testa di un movimento per organizzare la resistenza femminile. Imprigionata da Orel Kosloff, uno scagnozzo di Kemeneff, la giovane rifiuta l'offerta del dittatore che vuole averla per amante e che in cambio le promette di abrogare l'editto. Per vendicarsi, Kemeneff inasprisce la legge, massacrando tutte le donne che non vi si adeguano: una delle vittime sarà pure sua sorella, che lui non riesce a salvare. Intanto Michail, che si era infiltrato tra i bolscevichi, viene scoperto e condannato alla fucilazione. Ma il principe riesce a fuggire e, insieme all'amata Marie, si porta in salvo dopo che Kemeneff viene ucciso da un vasaio che vendica così il rapimento di sua figlia.

## Produzione
Il film fu prodotto dalla Norma Talmadge Film Corporation.

## Distribuzione
Distribuito dalla Select Pictures Corporation, il film - presentato da Joseph M. Schenck - uscì nelle sale cinematografiche USA l'11 maggio 1919 con il titolo originale The New Moon.
Copia della pellicola - un positivo 35 mm - viene conservata negli archivi della Biblioteca del Congresso.